# Aqua vitae

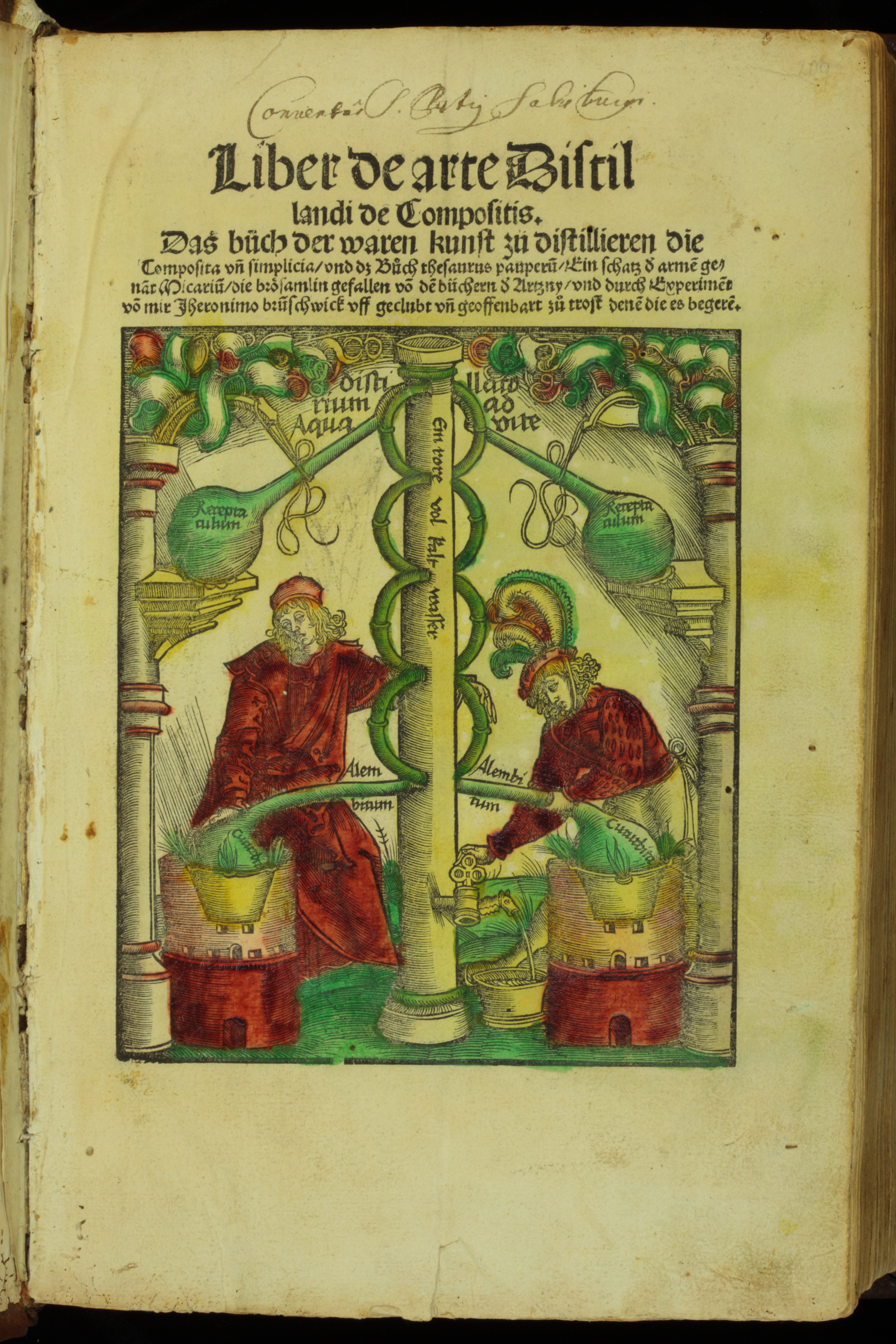
Дистиляційний апарат для аква віта від Ієроніма Брауншвейзького, Liber de arte Distillandi (1512).

Aqua vitae (лат. «вода життя») або aqua vita — архаїчна назва концентрованого водного розчину етанолу. Ці терміни можна також застосувати до слабкого етанолу без ректифікації. Використання терміна було широко поширене в середні віки та епоху Відродження, хоча його походження, ймовірно, є набагато давнішим. Цей латинський термін з'являється в широкому спектрі діалектних форм у всіх землях і народах, завойованих Стародавнім Римом. Термін є загальною назвою для всіх типів дистилятів і згодом став позначати конкретно дистиляти алкогольних напоїв (у першу чергу міцні).
Термін був використаний алхіміком XIV століття Жаном де Роктеядом, який вважав, що нещодавно відкрита на той час субстанція етанол є нетлінною та життєдайною «п'ятою сутністю» або квінтесенцією, і який ретельно вивчав її лікувальні властивості.

У XIV—XV столітті в Італії aqua vitae з'являється у продажу та використовується для приготування горілок та лікерів. На початку 16 століття в Шотландії монополію на виробництво віскі отримала Гільдія хірургів і цирульників Единбурга, а потім парламент у 1579 заборонив виробництво aqua vitae селянам і особам незнатного походження, що призвело до періоду незаконного самогоноваріння і зростання популярності віскі, що з'явився на основі aqua vitae.
Aqua vitae часто був етимологічним джерелом термінів, що застосовувалися до важливих місцевих дистильованих спиртних напоїв. Приклади включають віскі (від гельського uisce beatha), eau de vie у Франції, acquavite в Італії та akvavit у Скандинавії, okowita в Польщі, оковита в Україні, акавіта (akavita) в Білорусі та якавіта в південноросійських діалектах.